# Luminate (banda)
Luminate é uma banda de música contemporânea cristã de Tyler, Texas. Os membros da banda são Samuel Hancock (vocal), Cody Clark (violão), Dustin DeLong (teclado e vocal), Dusty Jakubik (baixo) e Aaron Matthew (bateria). A banda estreou seu álbum de estúdio pela Sparrow Records em 25 de janeiro de 2011, chamado Come Home. Este foi nomeado como álbum de rock contemporâneo do ano no 43.º GMA Dove Awards. O segundo álbum da banda foi Welcome to Daylight, lançado pela mesma produtora em 28 de agosto de 2012, o qual obteve visível sucesso. O primeiro single do álbum, "Banner of Love", teve grande sucesso também, e foi lançado no dia 24 de julho de 2012.

## Background
O líder da banda, Samuel Hancock, nasceu em Washington, Indiana. E entre cursar administração ou ser músico, ele escolheu a música. Samuel entrou para a Visible School of Music, em Memphis, Tennessee, onde encontrou Dusty Jakubik, que era de Tyler, Texas. Naquele momento, Jakubik "estava procurando um novo começo, depois que sua atual banda se desfez, logo após assinarem um grande contrato." Jakubik pensou primeiramente que ele "gostava da música que o Samuel estava escrevendo, e enquanto ele queria começar uma banda, ele foi cuidadoso em trabalhar com alguém que iria crescer nesse meio, e Sam estava saindo de um período de rebeldia na faculdade". Dusty consultou seu conterrâneo e amigo Cody Clark. "Eu já decidi que quero trabalhar com Cody. Nós compartilhamos a mesma ideia de querer uma banda que seja além de tudo uma fraternidade. Queríamos nos aproximar e ser usados por Deus em tudo que fizermos. Eu falei pro Cody, 'Eu não sei quase nada sobre o Sam, mas ele é incrivelmente talentoso.'" Essas preocupações foram colocadas de lado, e então os três buscaram mais dois membros para a banda, entrando então Dustin DeLong e Aaron Matthew, que já tinha tocado com By the Tree e Kari Jobe. A banda teve a formação final no outono de 2005.

## Músicas
A banda lançou três EP's independentes, chamados Luminate (2006), Bright and Beautiful (2007) e Miracle (2008). Eles assinaram contrato com a produtora Sparrow Records em 2010 e relançaram o EP Luminate em 2010 como lançamento próprio em uma audiência mais abrangente.
Seu primeiro álbum de estúdio, agora com maior abrangência, foi lançado dia 25 de janeiro de 2011 - Come Home, contendo o grande hit "Come Home". O álbum foi produzido por Ed Cash, Paul Moak e Ben Glover. Tempo depois, o álbum Come Home foi nomeado como álbum de rock contemporâneo do ano no 43º GMA Dove Awards.
O segundo álbum da banda foi lançado em 28 de agosto de 2012, com o nome de Welcome to Daylight, e o primeiro single dele, "Banner of Love", fez sucesso nas paradas também.

## Membros
- Samuel Hancock – vocal
- Cody Clark – violão
- Dustin DeLong – teclado e vocal
- Dusty Jakubik – baixo
- Aaron Matthew – bateria

## Discografia

### Álbum
| Ano  | Álbum | Posição nos gráficos | Posição nos gráficos |
| Ano  | Álbum | Top Cristãs          | Top de buscas        |
| ---- | --- | -------------------- | -------------------- |
| 2011 | Come Home - Lançamento: 25 de janeiro de 2011 - Produtora: Sparrow - Formatos: CD, Download digital          | 18                   | 16                   |
| 2012 | Welcome to Daylight - Lançamento: 28 de agosto de 2012 - Produtora: Sparrow - Formatos: CD, Download digital | 30                   | 23                   |

### Singles
| Ano  | Título                 | Gráficos                | Gráficos            | Gráficos           | Álbum               |
| Ano  | Título                 | Músicas cristãs dos EUA | Cristãs dos EUA CHR | Cristãs dos EUA AC | Álbum               |
| ---- | ---------------------- | ----------------------- | ------------------- | ------------------ | ------------------- |
| 2011 | "Come Home"            | 18                      | 30                  | 23                 | Come Home           |
| 2011 | "Healing in Your Arms" | 49                      | 19                  | —                  | Come Home           |
| 2011 | "Innocent"             | —                       | 29                  | —                  | Come Home           |
| 2012 | "Banner of Love"       | 16                      | 8                   | 19                 | Welcome to Daylight |